# فدراسیون فوتبال اریتره
فدراسیون فوتبال اریتره (امهری: የኤርትራ ብሔራዊ እግር ኳስ ፌዴሬሽን) نهاد اداره‌کننده مسابقات فوتبال و فوتسال در کشور اریتره است.
این فدراسیون که در سال ۱۹۹۶ تأسیس شده عضو کنفدراسیون فوتبال آفریقا و FIFA نیز می‌باشد و مقر آن در شهر اسمره است.